# Slepče, Dolneni
Slepče (makedonska: Слепче) är en ort i Nordmakedonien. Den ligger i kommunen Dolneni, i den centrala delen av landet, 60 kilometer söder om huvudstaden Skopje. Slepče ligger 702 meter över havet och antalet invånare är 256.